# روبرت تايلور
روبرت تايلور (بالإنجليزية: Robert Taylor)‏ (مواليد 1932 في دالاس - 13 أبريل 2017) هو عالِم حاسب آلي، ونفساني من الولايات المتحدة الأمريكية. وهو عضواً في رابطة مكائن الحوسبة.

## التعليم
تعلم في جامعة تكساس، أوستن.

## جوائز
حصل على جوائز منها:
- قلادة العلوم الوطنية الأمريكية في مجال التكنولوجيا والإبتكار
- جائزة تشارلز ستارك درابر.